# Sunny Wong
"Sunny" Wong Yat Shing (Hongkong, 29 juli 1978) is een autocoureur uit Hongkong.

## Carrière
Wong begon zijn autosportcarrière in 2009 in de Chinese Formule Campus. In 2010 stapte hij over naar de Aziatische Formule Renault Challenge waar hij tot 2013 in actief bleef en behaalde in zijn laatste seizoen met een zesde plaats in het kampioenschap zijn beste resultaat. Tussen 2010 en 2012 nam hij deel aan het Hong Kong Touring Car Championship en werd in zijn laatste seizoen kampioen. In 2013 stapte hij over naar de Asian Touring Car Series en eindigde bij zijn debuut direct als tweede in de eindstand. In 2014 maakte hij vervolgens de overstap naar het China Touring Car Championship en werd in 2015 vierde in het kampioenschap.
In 2015 maakte Wong zijn debuut in de TCR International Series voor het team WestCoast Racing in een Honda Civic TCR tijdens het laatste raceweekend op het Circuito da Guia. In de eerste race eindigde hij als vijftiende, maar in de tweede race viel hij uit en werd zo 54e in de eindstand.